# Драммонд, Джеймс, 3-й герцог Перт
Джеймс Драммонд, 3-й герцог Перт, 6-й граф Перт и 10-й лорд Драммонд (11 мая 1713 — 13 мая 1746) — шотландский дворянин и землевладелец, наиболее известный своим участием в восстании якобитов 1745 года, во время которого Чарльз Эдвард Стюарт попытался вернуть британский королевский трон для династии Стюартов.
Джеймс Драммонд, герцог Перт, был одним из двух действующих генерал-лейтенантов якобитской армии, хотя в прошлой историографии восстания его роль, как правило, сводилась к минимуму . После поражения при Каллодене он бежал на французском корабле вместе с несколькими другими якобитскими лидерами, но умер во время плавания.

## Ранняя жизнь

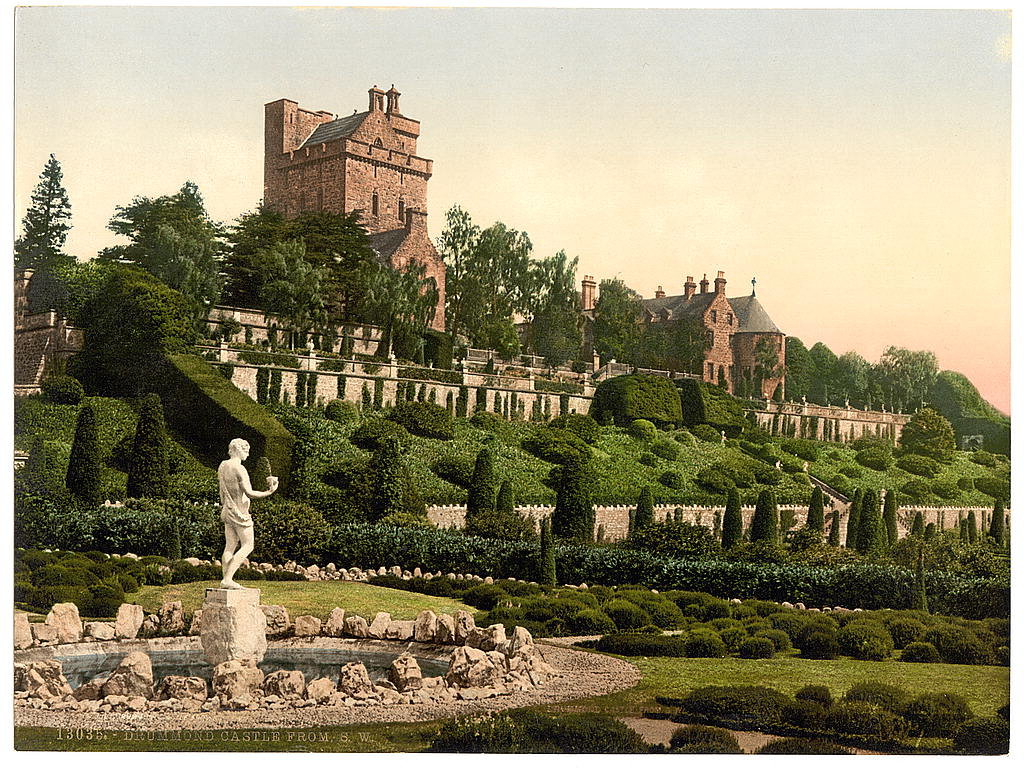
Замок Драммонд, резиденция герцогов Перт из дома Драммонд

Джеймс Драммонд родился 11 мая 1713 года в замке Драммонд, графство Пертшир. Он был старшим сыном Джеймса Драммонда, 2-го герцога Перта (1674—1720), и леди Джейн Гордон (1691—1773), дочери Джорджа Гордона, 1-го герцога Гордона.
Семья Перта была тесно связана со Стюартами на протяжении нескольких поколений. Его дед, Джеймс Драммонд, 4-й граф и 1-й герцог Перт (1648—1716), был лордом-канцлером Шотландии в 1684—1688 годах; он принял католичество после восшествия на престол Якова II Стюарта. После Славной революции он уехал во Францию, став камергером жены Якова II Марии Моденской . Джеймс Драммонд, 2-й герцог Перт, был награждён за свою роль в восстании якобитов в 1715 году, но сохранил большие семейные поместья, предварительно передав их своему старшему сыну.
Перт воспитывался в замке Драммонд до смерти своего отца в изгнании в 1720 году, а затем был отправлен учиться в Шотландский колледж в Дуэ. Он вернулся в Шотландию в начале 1730-х годов; несмотря на то, что этот титул не был признан правительством, его часто называли 3-м герцогом. Большинство современников описывали его как любезного человека, способного ладить с людьми всех социальных слоев: было отмечено, что Перт «никогда должным образом не выучил английский язык, но неизменно использовал шотландский язык» . Как землевладелец, герцог Перт проявлял большой интерес к улучшению сельского хозяйства; он изложил планы нового поселения в Калландере в 1739 году и был членом «Почетного общества улучшителей сельскохозяйственных знаний в Шотландии». Он также был хорошо известен разведением скаковых лошадей: его лошади несколько раз бегали в Йорке и Донкастере в начале 1740-х годов.

## Восстание якобитов
Несмотря на то, что Хорас Уолпол назвал его «глупым мальчишкой на скачках», британское правительство признало герцога Перта одним из наиболее убежденных сторонников якобитов, особенно в связи с тем, что в их отчетах указывалось его влияние на «Значительное число Бэрронсов и джентльменов по фамилии Драммонд» . В 1740 году, когда французские государственные деятели начали рассматривать возможности поддержки якобитов в противовес британским интересам, он сформировал «Ассоциацию» в поддержку Стюартов с лордом Ловатом, Лохиэлом и рядом других дворян. В середине 1743 года Джон Мюррей из Бротона, главный агент якобитов в Шотландии, озвучил герцогу Перту вопрос о том, возможно ли независимое восстание там, «если французы нас разочаруют»; он нашел Перт «в высшей степени прогрессивным». Позже Перт заявил, что заручился обещанием поддержки любого восстания со стороны мэра и олдерменов Йорка.

### 1745 год
Когда Чарльз высадился в Шотландии в июле 1745 года, герцог Перт одним из первых послал письмо с просьбой о поддержке. Правительство было настолько обеспокоено его местным влиянием, что послало Дункана Кэмпбелла из Инвераве в замок Драммонд, чтобы тот задержал его. Но герцог Перт сбежал, выбравшись из окна.
Он присоединился к Чарльзу в городе Перт в сентябре в сопровождении около 200 арендаторов из Криффа, которые были сформированы в полк герцога Перта. Отчасти из-за штрафов, наложенных на этот район после восстания 1715 года, герцог Перт испытывал трудности с набором людей, и новобранцев было меньше, чем ожидалось. Однако другие люди, выросшие на северо-востоке, присоединились к полку Перта в Эдинбурге; в их число входили группа добровольцев из Абердина во главе с юристом Роджером Сандилендсом и батальон «Энзи» из Банфшира под командованием Джона Гамильтона Сандистоуна, владельца поместья герцога Гордона и ветерана восстания 1715 года. После включения горцев из клана Грегора и нескольких «дезертиров» с государственной службы, полк Перта достиг 750 человек к моменту вторжения армии в Англию . Среди его офицеров были Джеймс Джонстон и англичанин Джон Дэниел, впоследствии известные мемуаристы восстания.
Несмотря на свою относительную молодость, Чарльз назначил герцога Перта старшим генерал-лейтенантом якобитской армии вместе со старшим и гораздо более опытным лордом Джорджем Мюрреем. Первоначально была договоренность, что двое мужчин будут брать на себя командование в разные дни. Хотя на практике это означало, что они редко вмешивались в решения друг друга, Джеймс Максвелл из Киркконнелла утверждал, что Джордж Мюррей был недоволен службой под руководством кого-то, «определенно намного более низкого, чем его по годам и опыту». В Престонпансе, где якобиты победили правительственные силы под командованием Коупа, герцог Перт возглавил бригаду правого крыла, состоящую из полков клана Макдональдов, а Джордж Мюррей командовал левым крылом.
Несмотря на опасения по поводу его практических военных знаний, лично герцог Перт нравился всем. Киркконнелл сказал, что его «очень любили и уважали даже те, кто не хотел видеть его во главе армии» . Другой коллега, лорд Элхо, сказал, что Перт был «очень храбрым человеком», но утверждал, что у него «маленький гений» и он беспрекословно подчинялся Чарльзу. Эту точку зрения поддержал Джонстон, который охарактеризовал Перт как «храбрый, даже чрезмерный», во всех отношениях почетный [но] с очень ограниченными способностями" . Разочарование Мюррея достигло апогея при осаде Карлайла, где он также предположил, что как католик Перт был политически неразумным выбором командующего армией для английской кампании. Как признался Джордж Мюррей, он «ничего не понимал в осадах», герцог Перт взял на себя ведущую роль, пытаясь вспомнить математику и фортификацию, которые он изучал во Франции. Хотя якобиты обеспечили капитуляцию города, Джордж Мюррей был недоволен проведением осады и ушел в отставку: герцог Перт изящно отказался от своей командирской роли, и Мюррей был восстановлен в должности, но этот эпизод усилил напряженность в отношениях между высшими должностными лицами армии.
Он сохранил звание полковника своего полка и членство в якобитском «военном совете» на марше на юг. Перт ранее писал депутату-якобиту от Денбишира Уоткина Уильямс-Уинну, разрешая ему набирать людей для восстания и в Дерби, где Совет проголосовал за отступление в Шотландию из-за отсутствия видимой поддержки со стороны Англии и Франции, он был одним из немногих, кто предложил им отправиться в Северный Уэльс.

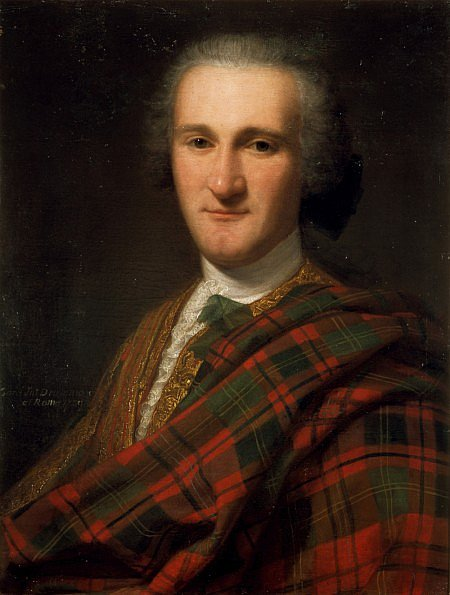
Джон Драммонд, младший брат Джеймса Драммонда, 3-го герцога Перта. Опытный офицер французской армии, присоединившийся к восстанию 1745 года в конце года.

Тем временем в Монтроз прибыл младший брат Перта Джон Драммонд, офицер французской армии, с подкреплением от виконта Страталлана из Шотландии. До конца кампании Драммонд, Мюррей и Перт будут совместно действовать в качестве командиров бригад. На марше на север он был отправлен в Шотландию в сопровождении Мюррея из гусарского полка Бротона, чтобы доставить подкрепление. Группе Перта пришлось вернуться в Кендал после того, как на них напала милиция.

### 1746 год
В Стерлинге, стратегическом ключе к высокогорью, герцог Перт командовал силами, блокировавшими правительственный гарнизон в замке. Осада была неудачной, и после победы якобитов при Фолкерке 17 января 1746 года армия отступила в сторону Инвернесса. Отсюда Перт был ответственен за ряд незначительных действий, включая так называемую «битву при Дорнохе» 20 марта, десантное нападение через залив Дорнох против Лудуна, которое было названо «самым совершенным, которое было организовано обеими сторонами в ходе восстания».
В Каллодене, где армия якобитов была окончательно разгромлена, герцог Перт снова командовал бригадой, состоящей в основном из полков клана Макдональд, на этот раз на левом фланге армии, примыкающем к парку Каллоден. По некоторым данным, Перт был ранен в руку и вернулся в Каллоден. На следующий день он появился в казармах Рутвена, где Чарльз приказал армии разойтись; после этого его движения стали менее уверенными.

### Побег и смерть в море
Несколько участников восстания, в том числе лорд Эльчо и герцог Перт, смогли спастись на одном из французских кораблей, которые стояли в деревне Борродейл на острове Скай с 3 мая. Говорили, что Перт всегда отличался хрупким телосложением после несчастного случая в детстве. Кампания нанесла большой физический ущерб участникам, и некоторые источники предполагают, что к этому моменту он был болен и его несли слуги. Джон Дэниел позже вспоминал, что видел, как Перт ждал на берегу, «завернутый в одеяло»; он сказал Дэниелу: «Если нам так повезет попасть во Францию, положись на это, тогда я всегда буду твоим другом». Во время путешествия во Францию на кораблях была эпидемия лихорадки, и герцог Перт, находившийся на борту «Bellone», был среди тех, кто умер 13 мая: поскольку корабли не смогли достичь побережья, он был похоронен в море.
В период, когда симпатии многих якобитов были результатом сложного сочетания политических, религиозных, семейных и других местных факторов, мотивация герцога Перта казалась современникам относительно простой: записывая его смерть, лорд Эльчо написал, что «он был очень храбрым и галантным человеком и полностью предан Дому Стюартов». У Перта не было детей, и его младший брат Джон унаследовал право на герцогский титул.